# Moreška
Moreška je tradicionalni ples z meči  iz mesta  Korčula, na hrvaškem istoimenskem otoku na Jadranu. Moreška, ki sega več sto let nazaj, je izvrstna predstava, v katero sta vpleteni dve skupini plesalcev, ki se spopadata za usodo zakrite mlade ženske. Včasih se je izvajala redko in ob posebnih priložnostih, v sodobnem času se Moreška izvaja tedensko za obisk turistov. Dve strani bojnih plesalcev sta bili prvotno Mavri in kristjani, ki so spominjali na španske bitke Rekonkviste v srednjem veku. Pretpostavlja se da je bila prva moreška izvedena v Španiji v Leridi leta 1150 kot spomin na izganjanje Mavrov.
Vendar so se na Korčuli v 19. stoletju strani spremenile iz kristjanov proti Mavrom, v Hrvate proti Mavrom ali preprosto 'Beli' proti 'Črnim', pri čemer je ne-mavrska (bela) stran postala zmagovalna. 

## Zgodovina
Moreška na Korčuli sega vsaj v sredino 17. stoletja , s koreninami iz srednjega veka, iz več sto let bitke med muslimani in kristjani (Moros y cristianos) v Španiji, zlasti v Kataloniji, kjer obstaja tradicionalni ples, imenovan La Morisca de Gerri de la Sal, v času Rekonkviste. Več evropskih festivalov in prireditev izvira iz tega obdobja . V 16. stoletju je bila v Ameriko in druga območja sveta, ki jih upravlja ali kulturno vpliva Španija, uvedena osvajalska tema z zaigranimi bitkami. Verzija, ki jo plešejo v Korčuli, se zdi edina v sodobnem času, ki uporablja dva meča, ki jih držita oba vojaka (Moreškanta) v zapletenih zaigranih bitkah.

## Uprizoritev
Moreška je bila prvotno izvedena le ob posebnih priložnostih, morda enkrat na nekaj let, zlasti na praznik svetega Teodorja, zavetnika Korčule, julija, v razkošni predstavi, ki je lahko trajala do dve uri. V sodobnem času obstajajo skrajšane predstave v trajanju od 20 do 30 minut, ki se poleti dogajajo vsako leto na turiste.  Izvajalci morajo biti domačini s Korčule, lokalne družine pa so zelo ponosne na udeležbo.

## Osnovni liki
- Bula: Ujeta deklica [8]
- Moro: Črni kralj
- Osman: Beli kralj (ki nosi rdeče barve)
- Otmanović: Oče črnega kralja

## Zgodba
Moro, sin Črnega kralja, je ugrabil deklico (Bula) Belega kralja.
Po kratkem dramatičnem dialogu med Morom in Bulo, ko jo poskuša prepričati, da se odzove na njegovo snubitev, in mu ona odgovori, da je zaljubljena v Belega kralja, se dialog nadaljuje z Belim kraljem. Po koncu drame sledi Morov bojni ples pred sfida (izziv) in po končani sfidi se končno začne bojni ples obeh vojsk, ki se odvija kot ostra borba z meči.
Ta del Moreške je sestavljen iz sedmih različnih scen, ki jih danes običajno imenujemo kolap, čeprav ima skoraj vsaka tudi svoje posebno ime.
Oba kralja in njuni vojski se spopadeta in bitka se stopnjuje od zasmehovanja, do bitke kraljev, spopadov obeh vojsk, z mešanico solov in različnih ritmov skozi sedem različnih plesov. Črni vojaki so na koncu poraženi, Moro se preda, Beli kralj pa reši Bulo.
Moreška se izvaja z glasbeno spremljavo, več različnih je bilo sestavljenih skozi zgodovino. Danes Moreška nastopa z glasbo, ki jo je hrvaški skladatelj Krsto Odak leta 1937 sestavil za pihalno godbo, Moreška pa jo kot spremljavo uporablja od leta 1947.

## Društva za ples z meči
Obstajata dve društvi (skupine), ki izvajata Moreško v mestu Korčula in druga društva na otoku, ki izvajajo drugo različico plesa z meči, znano kot Kumpanija . V nekaterih mestih in vaseh so skupine Kumpanija, ki nastopijo ob posameznem prazniku vasi in drugih prazničnih datumih v poletni turistični sezoni:
- Vela Luka, 19. marec, sveti Jožef
- Blato, 28. april, na dan sv. Vincenca in v poletnih mesecih
- Čara, nekajkrat na leto, vključno 29. junija, na dan svetega Petra
- Pupnat, 5. avgusta, na praznik Gospe Snežne
- Smokvica, 14. avgusta, praznik Marijinega vnebovzetja
- Žrnovo, 16. avgusta, na dan svetega Roka